# Верхнескворченское сельское поселение
Верхнескворченское се́льское поселе́ние — муниципальное образование в Залегощенском районе Орловской области Российской Федерации.
Административный центр — село Верхнее Скворчее.

## География
Сельское поселение расположено в 20 километрах к югу от пгт Залегощь и граничит с Верховским и Покровским районами Орловской области. 

## История
Статус и границы сельского поселения установлены Законом Орловской области от 3 сентября 2004 года № 424-ОЗ «О статусе, границах и административных центрах муниципальных образований на территории Залегощенского района Орловской области».

## Население
| 2010 | 2012 | 2013 | 2014 | 2015 | 2016 | 2017 |
| ---- | ---- | ---- | ---- | ---- | ---- | ---- |
| 736  | ↗739 | ↘735 | ↘725 | ↘707 | ↘694 | ↘692 |
| 2018 | 2019 | 2020 | 2021 | 2023 |      |      |
| ↘669 | ↗676 | →676 | ↘450 | ↘440 |      |      |

## Состав сельского поселения
| № | Населённый пункт | Тип населённого пункта       | Население |
| - | ---------------- | ---------------------------- | --------- |
| 1 | Алексеевка       | деревня                      | ↘27       |
| 2 | Верхнее Скворчее | село, административный центр | ↘324      |
| 3 | Долы             | деревня                      | ↘18       |
| 4 | Кочетовка        | деревня                      | ↘145      |
| 5 | Красногорье      | деревня                      | 0         |
| 6 | Николаевка       | деревня                      | ↘0        |
| 7 | Ольховец         | деревня                      | ↗222      |

## Экономика
На территории поселения работают 2 агропромышленных холдинга - ОАО «Орловские Чернозёмы» и ООО «Авангард-Агро-Орёл».

## Образование
В сельском поселении сфера образования представлена 2 общеобразовательными школами и 2 детскими садами.

## Здравоохранение
Медицинское обслуживание осуществляют 3 фельдшерско-акушерских пункта.

## Культура
Досуговую деятельность для жителей поселения осуществляет МБУК «Верхнескворченский сельский дом культуры» и 2 его филиала.